# Списак ратова и битки у којима је Србија учествовала
Списак ратова и битки у којима је Србија учествовала обухвата ратове и битке у којима је Србија учествовала кроз своју историју.

## Прво раздобље (629—969)
| Сукоб                                                           | Прва зараћена страна           | Друга зараћена страна                                                                          | Резултат |
| --------------------------------------------------------------- | ------------------------------ | ---------------------------------------------------------------------------------------------- | --- |
| Аварско-српски рат (између 629. и 632. године)                  | Срби                           | Аварски каганат                                                                                | - Срби пролазе кроз Аварски каганат и насељавају Балканско полуострво. |
| Ромејско-Каролиншки рат (802-812)                               | Ромејско царство Србија        | Каролиншко царство                                                                             | - Ромејској Империји враћена приморска Далмација без Истре - Србија проширила своје границе до Динаре и Поуња (Уна).                                                                     |
| Српско-Бугарски рат (848-851)                                   | Србија                         | Бугарски Канат                                                                                 | - Покушај Бугарске да преузме контролу над Србијом пропада. |
| Српско-Бугарски рат (853)                                       | Србија                         | Бугарски Канат                                                                                 | - Покушај Бугарске да преузме контролу над Србијом пропада. |
| Грађански рат у Србији (892)                                    | Прибислав и савезничка племена | Петар и савезничка племена                                                                     | - Петар преузима власт у Србији |
| Побуна у Србији (894)                                           | Петар и савезничка племена     | Бран син Прибислава                                                                            | - Побуна угушена-Бран је ухваћен и ослепљен |
| Грађански рат у Србији (896)                                    | Србија                         | Клонимир брат Мутимиров Бугарско царство                                                       | - Клонимир је заробљен и убијен |
| Ромејско-Бугарски рат (913-917) - Српско-Бугарски рат (913-917) | Ромејско царство Србија        | Бугарско царство                                                                               | - Србија одбија нападе Бугара - 917. током састанка између Срба и Бугара Петар је ухваћен и заробљен - Нови владар Србије постаје Павле унук Мутимиров који признаје бугарску власт      |
| Ромејско-Бугарски рат (919-928) - Српско-Бугарски рат (919-924) | Ромејско царство Србија        | Бугарско царство                                                                               | - Победа Бугарске - Србија постаје део Бугарског царства |
| Устанак у Србији (927)                                          | Србија                         | Бугарско царство                                                                               | - Часлав постаје нови владар Србије - Крај Бугарске власти |
| Рат за уједињење племена (931-945)                              | Србија                         | Племена и братства у - Расу - Босни - Захумљу - Неретви(Паганија) - Зети - Травунији - Конављу | - Уједињење племена и области са Чаславом као врховним владаром |
| Српско-Угарски рат (959-960)                                    | Србија                         | Мађарска племена                                                                               | - Битка код Дрине победа Срба - Смрт Киса - Битка код Срема победа Угара - Смрт Часлава - Распад Србије на мање делове - 971. године Византија заузима Рас и оснива истоимени катепанат. |

## Друго раздобље (996—1191)
| Сукоб | Прва зараћена страна | Друга зараћена страна            | Резултат |
| --- | --- | -------------------------------- | --- |
| Ромејско-Бугарски рат (986-1014) | Ромејско царство Зетa | Самуилово царство                | - Јован Владимир одведен као заробљеник у Преспу. - Године 1018 Ромејска Империја је уништила Самуилово царство - Зета поново део Ромејске Империје .                                                                                             |
| Устанак у Србији (998) | Србија | Самуилово царство                | - Самуило осваја Србију |
| Устанак у Зети (1035—1036) | Зетa | Ромејско царство                 | - Пропаст устанка- Стефан Војислав заробљен |
| Устанак у Зети (1040—1043) - Битка код Бара | Зетa | Ромејско царство                 | - Зета побеђује Ромејску војску у три наврата - Зета преузима контролу над Травунијом и деловима Захумља и шири се ка областима у унутрашњости - Године 1050. Михајло прихвата номиналну власт Константинопоља и жени нећаку Константина Мономаха |
| Словенски устанак у Поморављу 1072. (1072—1074) | Ђорђе Војтех и устаници Зетa | Ромејско царство                 | - Покушај обнове Бугарског царства пропада - Константин Бодин крунисан за бугарског цара - Ђорђе Војтех умире у заробљеништву 1073 - Слом Устанка,Константин се враћа у Зету 1072                                                                 |
| Византијско-српски ратови (1091—1093) | Србија Дукља | Ромејско царство                 | - Рат се завршио мировним уговором |
| Сукоб Србије и Ромејске Империје (1093/1094) | Србија | Ромејско царство                 | - Рат се завршио мировним уговором |
| Грађански рат у Зети (1101—1102) | Кочапар Србија | Доброслав II                     | - Кочапар постаје нови владар Зете. |
| Грађански рат у Зети (1103) | Кочапар | Владимир Војислављевић Србија    | - Владимир Војисављевић постаје нови владар Зете. |
| Рат Србије и Ромејске Империје (1106) | Србија | Ромејско царство                 | - Рат се завршио мировним уговором |
| Грађански рат у Зети (1120/1121) | Грубеша | Ђорђе Бодиновић Србија           | - Ђорђе Бодиновић нови владар Зете. |
| Династички сукоб у Србији (1126/1127) | Урош I Вукановић Зета | Србија                           | - Урош се враћа на великожупански престо . |
| Ромејско-Угарски рат (1126—1129) | Краљевина Угарска Србија | Ромејско царство                 | - Србија прихвата врховну власт Ромејске Империје |
| Грађански рат у Зети (1131) | Ђорђе Бодиновић | Градихна Ромејско царство        | - Ђорђе ухваћен и одведен у Цариград,нови краљ Градихна. - Зета признаје Ромејску власт |
| Устанак у Србији (1149—1150) | 25px Србија Краљевина Угарска | Ромејско царство                 | - Урош признаје Ромејску власт 1150. |
| Сремска Битка (1167) | Ромејско царство Србија | Краљевина Угарска Бановина Босна | - Победа Ромеје |
| Битка код Пантина (1165)-(1168) | Тихомир Завидовић Ромејско царство | Стефан Немања                    | - Стефан Немања нови владар Србије |
| Млетачко-Ромејски рат (1171—1172) | Млетачка република Србија | Ромејско царство                 | - Победа Ромејског царства - Стефан Немања признаје власт Манојла Комнина |
| Ратови на Балкану (1180—1191) - Угарско-ромејски рат - Устанак у Србији - Устанак у Бугарској - Норманско-Ромејски рат - Сукоби Светог римског царства(Империје) и Ромејске Империје | Краљевина Угарска · Млетачка република Србија · Краљевина Угарска(1183—1184) - Бановина Босна Бугарско царство - Кумани Србија Нормани Свето римско царство | Ромејско царство                 | - Угри заузимају Далмацију и Босну - Пораз Нормана - Успостава Другог Бугарског царства - Примирје између Исака и Барбаросе - Мировни уговор између Немање и Ромеје                                                                               |

## Треће раздобље (1193—1371)
| Сукоб | Прва зараћена страна | Друга зараћена страна | Резултат |
| --- | --- | --- | --- |
| Српско-Угарски сукоб (1193)                                                                              | Србија Ромејско царство | Краљевина Угарска | - Без територијалних промена |
| Српско-Угарски Рат (1202—1204) - Угарско-Бугарски рат                                                    | Србија Бугарско царство | Краљевина Угарска Вукан | - Стефан Првовенчани се враћа у Србију 1204 |
| Битка код Ниша (1214)                                                                                    | Србија | Бугарско царство | - Бугарски напад одбијен |
| Побуна у Србији (1233)                                                                                   | Стефан Радослав | Стефан Владислав | - Нови владар Србије:Стефан Владислав |
| Крсташки рат против богумила - Угарски напад на Србију (1237)                                            | Српско краљевство | Краљевина Угарска | - Угарски напад одбијен |
| Монголска инвазија Балкана (1241—1242) - Инвазија на Угарску - Инвазија на Србију - Инвазија на Бугарску | Српско краљевство Бугарско царство Краљевина Угарска - Краљевина Хрватска - Бановина Босна Тевтонски ред Темплари Свето римско царство - Аустријско војводство                               | Монголи | - Пораз војног савеза предвођеним Угарским краљевством - Бугарска ступа у вазалне односе према Монголима - Монголи пролазе крос Србију палећи и пљачкајући                                                                                      |
| Побуна у Србији (1243)                                                                                   | Српско краљевство | Стефан Урош I | - Нови владар Србије:Стефан Урош I |
| Рат Србије и Дубровника (1252—1254)                                                                      | Српско краљевство | Дубровачка република Бугарско царство                                                                                           | - Рат је завршен мировним уговором |
| Епирско-Никејски рат (1258—1261)                                                                         | Епирска деспотовина Кнежевина Ахаја Краљевство Сицилија Епирска деспотовина Српско краљевство Латинско царство Бугарско царство                                                              | Никеја Република Ђенова | - Обнова Ромејске Империје |
| Рат Србије и Угарске (1268)                                                                              | Српско краљевство | Краљевина Угарска | - Рат је завршен мировним уговором |
| Битка на Гатачком Пољу (1276)                                                                            | Српско краљевство | Стефан Драгутин Краљевина Угарска                                                                                               | - Стефан Драгутин нови владар Србије |
| Рат Латинског савеза против Ромеје (1280—1284)                                                           | Краљевство Сицилија (1280—1282) Млетачка република Српско краљевство Тесалија | Ромејско царство | - Излаз Сицилије и Млетачке из рата после Сицилијанска вечерња - Рат је завршен мировним уговором између Србије и Ромеје |
| Опсада Браничева (1291)                                                                                  | Српско краљевство Сремска земља | Дрман и Куделин | - Стефан Драгутин нови владар Браничева |
| Сукоб Србије и Видина (1291)                                                                             | Српско краљевство | Шишман Видински кнез | - Милутин заузима Видин - Мировни уговор између Милутина и Шишмана |
| Српско-Ромејски рат (1296—1297)                                                                          | Српско краљевство | Ромејско царство | - Мировни уговор |
| Грађански рат у Србији (1301—1312)                                                                       | Стефан Урош II Милутин | Стефан Драгутин | - Мировни уговор |
| Феудална анархија у Угарској - Напад Павла Шубића на Хум (1304)                                          | Српско краљевство | Павле I Шубић | - Павле I Шубић заробљен - Мировни уговор |
| Ромејско- Каталонски рат - Опсада Хиландара (1307—1309)                                                  | Ромејско царство Српско краљевство | Алмогавери Селџуци | - Хиландар спашен |
| Српско-Ромејски сукоб (1308)                                                                             | Српско краљевство | Ромејско царство | - Напад Србије одбијен |
| Битка код Галипоља 1312.                                                                                 | Ромејско царство · Српско краљевство · Република Ђенова | Османски султанат | - Победа савезника |
| Сукоби Ромеја и Турака у Азији (1313)                                                                    | Ромејско царство Српско краљевство | Османски султанат | - Српске јединице учествовале као засебно одељење ромејске војске |
| Побуна у Србији (1314)                                                                                   | Стефан Урош II Милутин | Стефан Урош III Дечански | - Слом побуне |
| Сукоб Стефана Милутина и Стефана Владислава (1316)                                                       | Стефан Урош II Милутин | Стефан Владислав II | - Сремска земља(Сремско краљевство) припојена Србији |
| Сукоб Србије и Дубровника (1317)                                                                         | Стефан Урош II Милутин | Дубровачка република | - Мировни уговор |
| Сукоби са Анжујцима (1318—1320)                                                                          | Српско краљевство | Краљевина Угарска Младен II Шубић бан Хрватске Филип Тарентски господар Драча Арбанашке племенске вође                          | - Напади са југа и запада одбијени,потписани мировни уговори - Угарска заузима Мачву 1319 - Угарски напади према централном делу државе одбијени                                                                                                |
| Грађански рат у Србији (1321/1322)                                                                       | Константин Немањић | Стефан Урош III Дечански | - Победа Стефана Уроша |
| Српско-Угарски рат (1323—1324)                                                                           | Српско краљевство | Краљевина Угарска - Стефан Владислав II - Бановина Босна                                                                        | - Покушај Угарске да на престо доведе Владислава пропада |
| Српско-Ромејски Сукоб (1324)                                                                             | Српско краљевство | Ромејско царство | - Мировни уговор |
| Рат Србије и Дубровника (1325—1326)                                                                      | Српско краљевство | Дубровачка република | - Мировни уговор |
| Династички сукоби у Византији (1321—1328)                                                                | Андроник II Палеолог Српско краљевство | Андроник III Палеолог Бугарско царство                                                                                          | |
| Сукоб Србије и Босне (1329)                                                                              | Српско краљевство | Бановина Босна | - Напад одбијен |
| Битка код Велбужда (1330)                                                                                | Српско краљевство | Бугарско царство | - Победа Србије - Мировни споразум |
| Династички рат у Србији (1331)                                                                           | Стефан Урош III Дечански | Стефан Душан | - Победа Стефана Душана |
| Српско-Ромејски рат (1334)                                                                               | Српско краљевство | Андроник III Палеолог | - Мировни споразум |
| Рат Србије и Угарске (1335)                                                                              | Српско краљевство | Краљевина Угарска | - Угарска војска напушта Србију - Мачва постаје део Србије |
| Династички сукоби у Византији (1341—1347)                                                                | Јован V Палеолог Зелоти Тесалије Српско краљевство (1343—1347) Бугарско царство Деспотовина Добруџа                                                                                          | Јован VI Кантакузин Српско краљевство (1342—1343) · Ајдински Емиратt (1342—1345) · Османски емират (1345—1347) · Емират Шарукан | - Јован Кантакузин нови Император - Србија заузима Македонију и Албанију - Бугарска заузима Тракију |
| Рат Србије са Тесалијом и Епиром (1348)                                                                  | Српско царство | Деспотовина Тесалија Деспотовина Епир                                                                                           | - Србија преузима контролу над Епиром и Тесалијом |
| Сукоби са Босном (1350)                                                                                  | Српско царство | Бановина Босна | - Без територијалних промена |
| Побуна на Југу (1350)                                                                                    | Српско царство | Јован VI Кантакузин Локални Ромејски управници                                                                                  | - Побуна угушена |
| Грађански рат у Ромеји (1352—1357)                                                                       | Јован V Палеолог Српско царство Република Ђенова Млетачка република | Јован VI Кантакузин Матија Кантакузин · Османски емират                                                                         | - Победа Јована Палеолога |
| Грађански рат у Србији (1356—1359)                                                                       | Стефан Урош V | Симеон Синиша Немањић Петар Лоша Ђин Буа Спата Нићифор Орсини Деспотовина Тесалија Деспотовина Епир Матија Кантакузин           | - Нићифор Орсини поражен од стране арбанашких вођа - Напад Матије Кантакузина одбијен - Симеон не успева да постане нови владар Српског царства - Симеон постаје нови владар Епирске државе знане као и Епирско царство(Епир,Тесалија,Албанија) |
| Српско-Угарски рат (1359—1360)                                                                           | Српско царство | Краљевина Угарска | - Напад Угарске према централној Србији одбијен - Угри заузимају Мачву |
| Феудални Ратови (1360—1373)                                                                              | Стефан Урош V Лазар Хребељановић Вук Бранковић Никола Алтомановић (Од 1365) Војислав Војиновић Балша II Балшић Вукашин Мрњавчевић Угљеша Мрњавчевић Јован Драгаш Константин Драгаш Дејановић | | - Феудална Анархија |
| Маричка битка (1371)                                                                                     | Српско царство | Османски султанат | - Пораз Србије - Распад Српског царства |

## Четврто раздобље (1371—1459)
| Сукоб | Прва зараћена страна                                                                                         | Друга зараћена страна | Резултат                                                                    |
| --- | --- | --- | --------------------------------------------------------------------------- |
| Савез против Николе Алтомана (1373) | Моравска Србија Бановина Босна Краљевина Угарска - бан Никола Горјански Дубровачка република Балша II Балшић | Никола Алтомановић | - Пораз и смрт Николе Алтомана - Подела територија између савезника         |
| Битка на Дубравници (1381) | Моравска Србија                                                                                              | Османски султанат | - Османски напад одбијен                                                    |
| Битка на Саурском пољу (1385) | Зета | Османски султанат | - Пораз Зете                                                                |
| Битка код Плочника (1386) | Моравска Србија                                                                                              | Османски султанат | - Османски напад одбијен - Ниш заузет касније те године                     |
| Косовска битка (1389) | Моравска Србија Земља Вука Бранковића Краљевина Босна                                                        | Османски султанат | - Србија постаје Османски вазал 1390.                                       |
| Српско-Угарски рат (1390—1392) | Моравска Србија Османски султанат                                                                            | Краљевина Угарска | - Угри избачени из Србије                                                   |
| Феудални ратови у Зети (1392—1396) | Ђурађ II Балшић                                                                                              | Константин Балшић Радич Црнојевић Османски султанат Сандаљ Хранић Косача                                                                                  | - Победа Ђурђа Балшића                                                      |
| Напад Османског Султаната на област Вука Бранковића (1392) | Земља Вука Бранковића                                                                                        | Османски султанат | - Вук Бранковић постаје Османски вазал                                      |
| Битка на Ровинама (1395) | Османски султанат Моравска Србија                                                                            | Влашко Војводство | - Победа Османлија                                                          |
| Битка код Никопоља (1396) | Османски султанат Моравска Србија                                                                            | Свето римско царство Краљевство Француска · Краљевина Угарска · Влашко Војводство · Млетачка република · Република Ђенова · Бугарско царство ·            | - Пораз европског савеза                                                    |
| Побуна Вука Бранковића (1396/1397) | Земља Вука Бранковића                                                                                        | Османски султанат | - Вук Бранковић ухваћен и заробљен                                          |
| Побуна у Србији (1398) | Моравска Србија                                                                                              | Никола Зојић | - Слом побуне                                                               |
| Битка код Ангоре (1402) | Османски султанат Моравска Србија                                                                            | Татари | - Пораз Османлија                                                           |
| Грађански рат у Османском царству (1402—1413) - Сукоби Лазаревића и Бранковића - Побуна Вука Лазаревића - Грачаничка битка - Битка код села Чаморлу - Битка код Космидиона | Сулејман Челебија Ромејско царство · Вук Лазаревић · Ђурађ Бранковић ·                                       | Иса Челебија Мехмед I Српска деспотовина (Од 1411) Ђурађ Бранковић (Od 1412) Муса Челебија Српска деспотовина (Од 1402) - Филип Мађарин Влашко Војводство | - Победа Мехмеда I                                                          |
| Први скадарски рат (1405—1412) | Зета | Млетачка република | - Мировни уговор                                                            |
| Други скадарски рат (1419—1424) | Зета (До 1421) Српска деспотовина                                                                            | Млетачка република | - Године 1421 Зета постаје саставни део Српске деспотовине - Мировни уговор |
| Српско-Османски сукоб (1425) | Српска деспотовина - Филип Мађарин                                                                           | Османски султанат | - Договор о миру                                                            |
| Сукоб са Стефан Твртко II Котроманић (1425) | Српска деспотовина                                                                                           | Краљевина Босна | - Напад одбијен                                                             |
| Османска Инвазија Србије (1427) | Српска деспотовина                                                                                           | Османски султанат | - Губитак југо-источног дела земље                                          |
| Сукоб Србије и Османлија (1437—1438) | Српска деспотовина                                                                                           | Османски султанат | - Два пљачкашка/извидничка напада                                           |
| Османска Инвазија Србије (1439—1441) - Пад Смедерева (1439) - Пад Новог Брда (1441)                                                                                        | Српска деспотовина                                                                                           | Османски султанат Млетачка република | - Први пад Деспотовине - Млетачка република заузима Зету до 1443            |
| Битка код Ниша (1443) | Краљевина Угарска Српска деспотовина Пољско краљевство                                                       | Османски султанат | - Победа савеза                                                             |
| Куновичка битка (1444) | Српска деспотовина Краљевина Угарска Пољско краљевство                                                       | Османски султанат | - Деспотовина Србија обновљена                                              |
| Османска инвазија Србије (1454—1455) - Опсада Смедерева (1453) - Битка за Крушевац 1454. - Битка за Лесковац (1454)                                                        | Српска деспотовина Краљевина Угарска                                                                         | Османски султанат | - Турци одбијени од централне Србије - Пад југа земље                       |
| Османска Инвазија на Србију (1456—1459) | Српска деспотовина                                                                                           | Османски султанат | - Пад Србије                                                                |

## Пето раздобље (1471—1540)
| Сукоб                                                                      | Прва зараћена страна | Друга зараћена страна                                           | Резултат                                                          |
| -------------------------------------------------------------------------- | --- | --------------------------------------------------------------- | ----------------------------------------------------------------- |
| Опсада Шапца (1476)                                                        | Краљевина Угарска - Српска деспотовина у Срему | Османски султанат                                               | - Пад Шапца                                                       |
| Битка на Лебовом Пољу (1479)                                               | Краљевина Угарска - Српска деспотовина у Срему | Османски султанат Влашка                                        | - Победа Угарске                                                  |
| Напад на Крушевац (1481)                                                   | Краљевина Угарска - Српска деспотовина у Срему | Османски султанат                                               | - 60000 људи емигрира у Срем - Од 1478—1482 200000 укупно         |
| Аустријско-Угарски рат (1477—1488)                                         | Краљевина Угарска | Свето римско царство                                            | - Од 1482 Деспотовина је учествовала са 4000 војника              |
| Османски напад на Бечеј (1482)                                             | Краљевина Угарска - Српска деспотовина у Срему | Османски султанат                                               | - Напад одбијен                                                   |
| Угарско-Османски рат (1499—1504) - Кампања Деспота Јована у Србији и Босни | Српска деспотовина у Срему | Османски султанат                                               | - Мировни споразум                                                |
| Рат Шајкаша и Османлија (1521—1526) - Део Угарско-Османског рата           | Шајкаши | Османски султанат                                               | - Угарски пораз после Мохачке битке - Крај Деспотовине у Срему    |
| Угарски грађански рат (1526—1538)                                          | Аустријско Надвојводство Краљевина Угарска · Свето римско царство · Бохемија · Краљевина Хрватска · Срби из Баната и Бачке Српско царство Јована Ненада | Источно Угарско краљевство Кнежевина Молдавија Османски калифат | - Победа Фердинанда - Срби добијају аутономију која траје до 1540 |

## Шесто раздобље (1540—1804)
| Сукоб | Прва зараћена страна | Друга зараћена страна | Резултат |
| --- | --- | --------------------- | --- |
| Војна крајина (1553—1851) | Граничари | Османски калифат      | - Војна крајина успостављена од стране Хабзбуршке Монархије ради заштите граница од османских упада - Под управом Хрватског сабора до 1630 - Године 1630 долази под директну Аустријску управу |
| Банатски устанак (1594) | Срби | Османски калифат      | - Слом устанка |
| Устанак у Пећи (1594) | Срби | Османски калифат      | - Слом устанка |
| Српски устанак у Херцеговини 1596—1597 | Српска племена из Херцеговине                                                                                           | Османски калифат      | - Слом устанка |
| Сукоб племена брда и Скадарског санџак-бега (1604)                                                                                                | Срби | Османски калифат      | |
| Српски устанак из 1609 | Срби | Османски калифат      | |
| Кандијски рат (1645—1699) - Српски устанци у Херцеговини (1648—1649)                                                                              | Српска племена | Османски калифат      | - Привремени успеси |
| Устанак седам племена 1658 | Српска племена - Васојевићи - Братоножићи - Кучи - Пипери Албанска племена - Клименти - Хоти - Груда Млетачка република | Османски калифат      | - Привремени успеси |
| Буна Стефана Осмокруховића (1666) | Стефан Осмокруховић | Јозеф Херберштеин     | - Осмокруховић осућен на смрт |
| Велики турски рат - Балканска кампања: - Опсада Београда (1688) - Битка код Баточине (1689) - Битка код Ниша (1689) - Битка код Сланкамена (1691) | Свето римско царство Баварска Српска милиција                                                                           | Османски калифат      | - Српска милиција учествовала као засебно одељење бројности 10000 војника |
| Устанци из 1687—1690 | Срби са Космета Српска племена - Кучи - Пипери Албанска племена - Клеменди                                              | Османски калифат      | - Миграција Срба са Косова у Хабзбуршку Монархију |
| Устанак из 1694 | Српска племена - Кучи Албанска племена - Хоти                                                                           | Османски калифат      | |
| Куриџина буна (1704) | Срби | Млетачка република    | - Слом буне |
| Руско-турски рат (1710—1711) - Устанак у Црној Гори 1710 - Устанак у Херцеговини 1710                                                             | Црна Гора Устаници у Херцеговини                                                                                        | Османски калифат      | - Слом устанка |
| Устанак у Вучитрну (1717—1718) | Срби са Космета | Османски калифат      | - Слом устанка |

## Седмо раздобље (од 1804)
| Сукоб                                         | Прва зараћена страна | Друга зараћена страна | Резултат |
| --------------------------------------------- | --- | --- | --- |
| Први српски устанак (1804—1813)               | Кнежевина Србија | Османско царство | Пораз - Створена Кнежевина Србија. |
| Тицанова буна (1807)                          | Срби | Аустријско царство | Пораз - Буна угушена. |
| Хаџи Проданова буна (1814)                    | Српски устаници | Османско царство | Пораз - Османлије повећавају прогон Срба. - Избијање Другог српског устанка.                                                                         |
| Други српски устанак (1813—1815)              | Кнежевина Србија | Османско царство | Победа - Србија је истерала Турке из Србије. |
| Нишка побуна (1821)                           | Срби | Османско царство | Пораз - Османлије гуше устанак. |
| Нишка побуна (1841)                           | Срби | Османско царство | Пораз - 10-11,000 Срба протерано у Кнежевину Србију.                                                                                                 |
| Српска револуција 1848—1849. (1848—1849)      | Српска Војводина · добровољци из Кнежевине Србије · Аустријско царство · Руска Империја · Банатски Румуни                                                             | Краљевина Угарска | Победа - Успостављена Српска Војводина. |
| Невесињска пушка (1875)                       | Срби | Османско царство | Пораз - Османлијска победа. |
| Први српско-турски рат (1876)                 | Кнежевина Србија | Османско царство | Пораз - Србија није успела да победи у кључним биткама.                                                                                              |
| Други српско-турски рат (1877—1878)           | Кнежевина Србија | Османско царство | Победа |
| Руско-турски рат (1877—1878)                  | Руска Империја · Румунија · Кнежевина Србија · Књажевина Црна Гора · Бугарска                                                                                         | Османско царство | Победа - Обнова бугарске државе. - de jure независност Србије, Румуније и Црне Горе.                                                                 |
| Кумановски устанак (1878)                     | Срби | Османско царство | Пораз - Пораз устаника. |
| Краљевина Србија (1882—1918)                  | | | |
| Тимочка буна (1883)                           | Влада краља Милана | Народна радикална странка | Победа - Победа краља Милана. |
| Српско-бугарски рат (1885)                    | Краљевина Србија | Краљевина Бугарска | Пораз |
| Први балкански рат (1912—1913)                | Краљевина Србија · Краљевина Бугарска · Краљевина Грчка · Краљевина Црна Гора                                                                                         | Османско царство | Победа - Лондонски мир (1913) - прекретница Другог балканског рата.                                                                                  |
| Тиквешки устанак (1913)                       | Краљевина Србија | ВМРО · Краљевина Бугарска | Победа - Сузбијање побуне. - Избијање Другог балканског рата .                                                                                       |
| Други балкански рат (1913)                    | Краљевина Србија · Краљевина Грчка · Краљевина Црна Гора · Османско царство · Краљевина Румунија                                                                      | Краљевина Бугарска | Победа - Пораз Бугарске. - Букурешки мир 1913.. |
| Охридско-дебарски устанак (1913)              | Краљевина Србија | ВМРО · Качаци | Победа - Устанак угушен. |
| Српска кампања (Први светски рат) (1914—1918) | Краљевина Србија · Руска Империја · Уједињено Краљевство · Трећа француска република · Краљевина Италија · Краљевина Румунија · Краљевина Грчка · Краљевина Црна Гора | Аустроугарска · Краљевина Бугарска · Османско царство · Немачко царство | Победа - слом Бугарске и Аустроугарске. - Ослобођење Србије од аустроугарске окупације. - Стварање Краљевине Срба, Хрвата и Словенаца (Југославије). |
| Краљевина Југославија (1918—1945)             | | | |
| Божићна побуна (1919)                         | Бјелаши · Краљевство Срба, Хрвата и Словенаца · | Зеленаши · Краљевина Италија | Победа - Устанак угушен. |
| Априлски рат (1941)                           | Краљевина Југославија | Нацистичка Немачка · Краљевина Италија · Краљевина Мађарска | Пораз - Победа сила Осовине, окупација Краљевине Југославије.                                                                                        |
| Други светски рат у Југославији (1941—1945)   | НОВЈ (од јула 1941) · СССР (од септембра 1944) Краљевина Југославија (април 1941) · ЈВуО (од маја 1941)                                                               | Нацистичка Немачка · Краљевина Италија · Краљевина Бугарска · Краљевина Мађарска · Независна Држава Хрватска · Албанија под италијанском управом · Албанија под немачком управом · Подручје Војног заповедника у Србији · Независна Држава Црна Гора | Победа - Немачко и италијанско повлачење из Југославије. - Стварање Демократске Федеративне Југославије                                              |
| СФР Југославија(1945—1992)                    | | | |
| Десетодневни рат (1991)                       | СФРЈ | Словенија | Пораз - Словеначка независност. |
| Рат у Хрватској (1991—1995)                   | СФРЈ (до 1992) Република Српска Крајина · Република Српска | Хрватска | Споразум - Пад Републике Српске Крајине - Источна Славонија остаје под контролом Срба до 1998                                                        |
| Рат у Босни и Херцеговини (1992—1995)         | СФРЈ (до 1992) Република Српска · Аутономна Покрајина Западна Босна                                                                                                   | Република Босна и Херцеговина · Хрватска | Победа - Дејтонски споразум, високо децентрализована БиХ. - створена Република Српска, као државотворан ентитет                                      |
| СР Југославија/Србија и Црна Гора (1992—2006) | | | |
| Косовски рат (1998—1999)                      | СР Југославија | ОВК · НАТО - Белгија - Канада - Данска - Француска - Немачка - Италија - Холандија - Норвешка - Португалија - Шпанија - Турска - Уједињено Краљевство - САД                                                                                          | Споразум - Кумановски споразум - Југославија повлачи трупе са Косова - Косово остаје под СРЈ - Разоружавање албанских терориста                      |
| Сукоби на југу Србије (1999—2001)             | СР Југославија | ОВПМБ | Победа - Победа српске полиције, разоружавање албанских терориста.                                                                                   |